# RPM управљање пакетом
RPM управљање пакетом је систем за управљање пакетом. Име RPM се односи на .rpm формат датотеке, датотеке у овом формату и на само управљање пакетом. RPM ја најпре намењен за Linux дистрибуције. Формат датотеке је основни формат пакета Стандардне основе Linux пројекта.
Док је првобитно развијен за Red Hat Linux 1997. године од стране Ерика Троана и Марка Јуинга, данас се RPM користи у многим GNU/Linux дистрибуцијама. Такође је портован и у другим оперативним системима као што су Novell NetWare (од верзије 6.5) и IBM AIX (од верзије 4).
Док RPM обично садржи преведену верзију софтвера, SRPM садржи изворни код или скрипту непреведеног пакета.
Првобитна скраћеница за RPM је Red Hat Package Manager, док је данас рекурзивна скраћеница за RPM Package Manager.